# الهيئة العامة للإذاعة والتلفزيون (سوريا)
الهيئة العامة للإذاعة والتلفزيون هي الهيئة الحكومية المسؤولة عن البث الإذاعي والتلفزيوني في سوريا. وتنقسم إلى قسمين:

## الأقسام

### مديرية التلفزيون
- التلفزيون السوري
  - القناة الأولى
  - القناة الثانية، (توقفت عن البث سنة 2012)
- القناة الفضائية السورية
- قناة سوريا دراما
- الإخبارية السورية
- قناة نور الشام
- قناة تلاقي ( توقفت عن البث سنة 2016 )
- الفضائية التربوية السورية

### مديرية الإذاعة
- إذاعة دمشق
- صوت الشعب
- صوت الشباب
- صوت القدس
- سوريانا
- أمواج، تغطي الساحل السوري
- إذاعة حلب، تغطي حلب والمنطقة الشمالية

## مديرو الإذاعة والتلفزيون
1. 1960 فؤاد الشايب
2. 1960 يحيى الشهابي
3. 1961 شكيب الجابري
4. 1962 أديب اللجمي
5. 1962 نايف جربوع
6. 1963 يحيى الشهابي
7. 1963 أسعد صقر
8. 1965 يوسف الخطيب
9. 1966 محمد عيد قصاص
10. 1966 علي محسن زيفا
11. 1967 عبد الله الحوراني
12. 1968 عطية الجودة
13. 1970 يسار عسكري
14. 1970 عادل سليمان
15. 1971 أحمد قرنه
16. 1973 خضر الشعَّار
17. 1976 أحمد حلواني
18. 1978 فؤاد بلاط
19. 1984 خضر عمران
20. 1985 خضر الشعَّار
21. 1987 زهير بريدي
22. 1988 عبد النبي حجازي
23. 1996 عادل يازجي
24. 2000 فايز الصائغ
25. 2002 رياض عصمت
26. 2004 المهندس معن حيدر
27. 2005 فايز الصائغ
28. 2006 ماجد حليمة
29. 2007 عبد الفتاح العوض
30. 2008 ممتاز الشيخ
31. 2010 المهندس معن حيدر
32. 2011 محمد رامز ترجمان
33. 2016 عماد ساره
34. 2021 حبيب سلمان
35. 2024 حمزة المصطفى

## وصلات خارجية
- الهيئة العامة للإذاعة والتلفزيون